# Stephanispa
Stephanispa is een geslacht van kevers uit de familie bladkevers (Chrysomelidae).
De wetenschappelijke naam van het geslacht werd in 1960 gepubliceerd door Gressitt.

## Soorten
- Stephanispa cohici Gressitt, 1960
- Stephanispa freycineticola Gressitt, 1960